# Zwartflankhoningvogel
De zwartflankhoningvogel (Dicaeum celebicum) is een zangvogel uit de familie Dicaeidae (bastaardhoningvogels).

## Verspreiding en leefgebied
Deze soort is endemisch op Sulawesi en telt 5 ondersoorten:
- D. c. talautense: Talaudeilanden (noordoostelijk van Sulawesi).
- D. c. sanghirense: Sangihe-eilanden (nabij noordoostelijk Sulawesi).
- D. c. celebicum: Sulawesi en de nabijgelegen eilanden.
- D. c. sulaense: Banggai-eilanden en de Soela-eilanden (oostelijk van Sulawesi).
- D. c. kuehni: Tukangbesi-eilanden (Zuidoost-Sulawesi).